# グラスゴー・セントラル駅

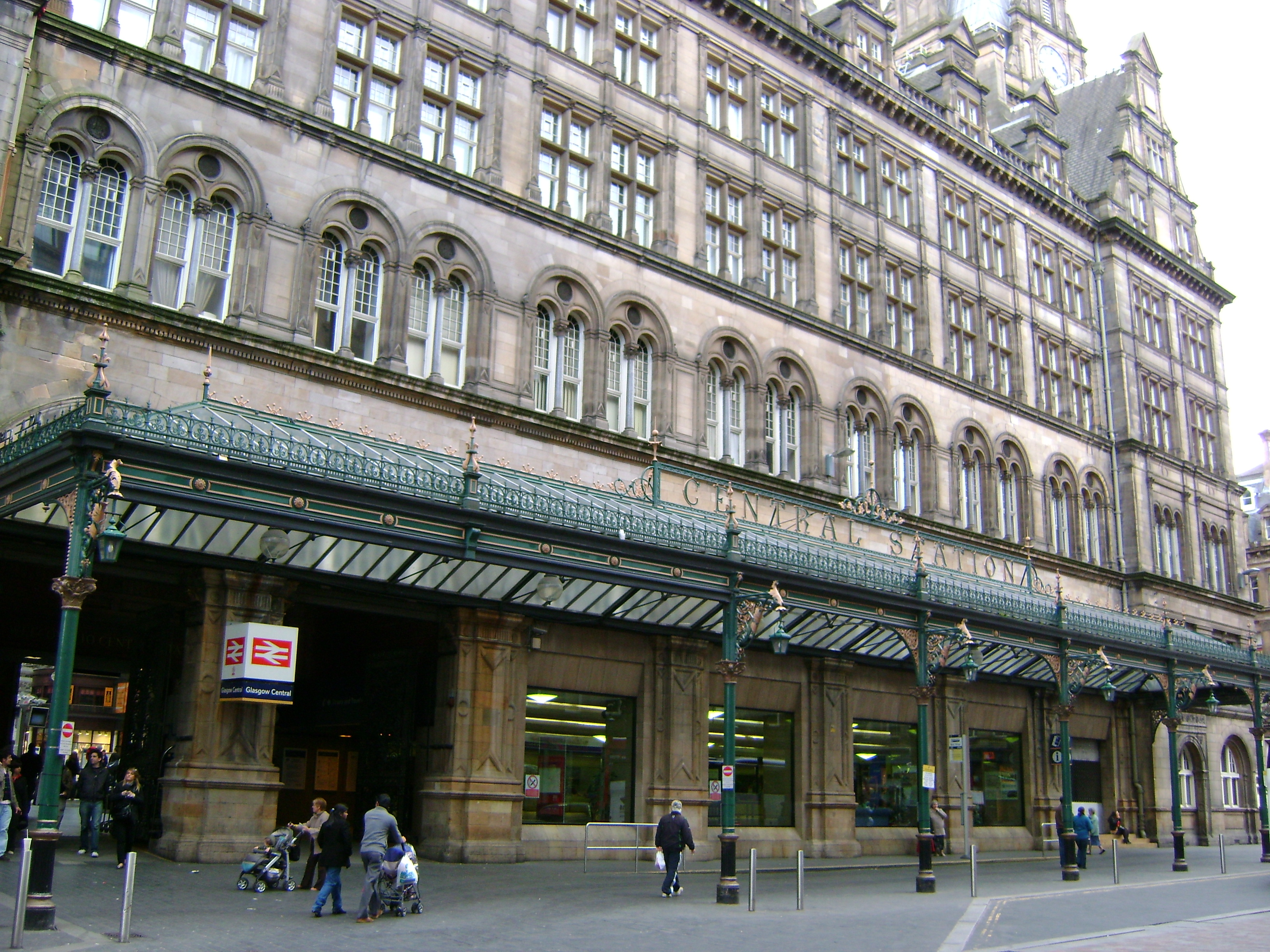
ステイションホテルが入居する駅舎

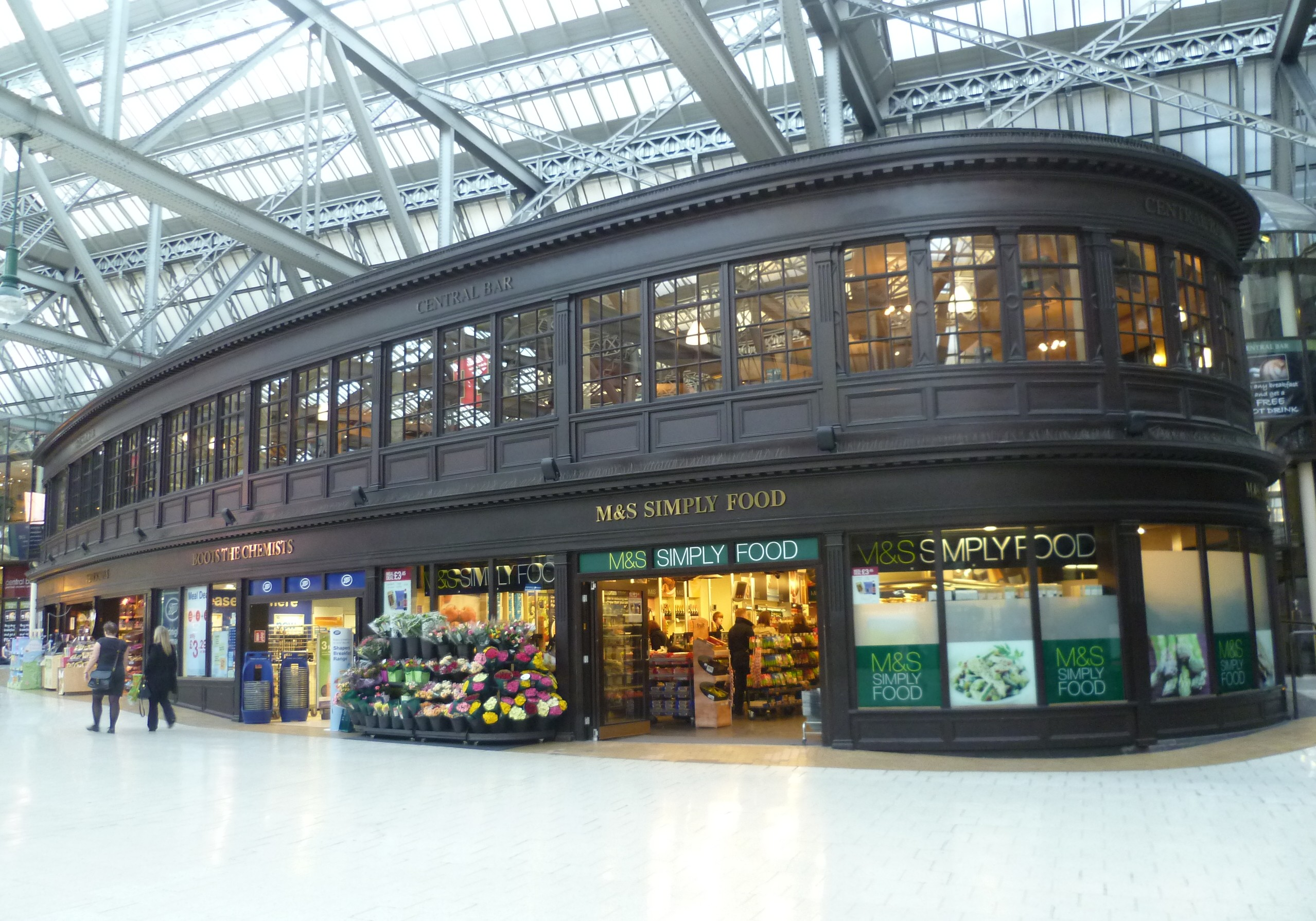
コンコースにある切符売り場　現在は店舗が占有している

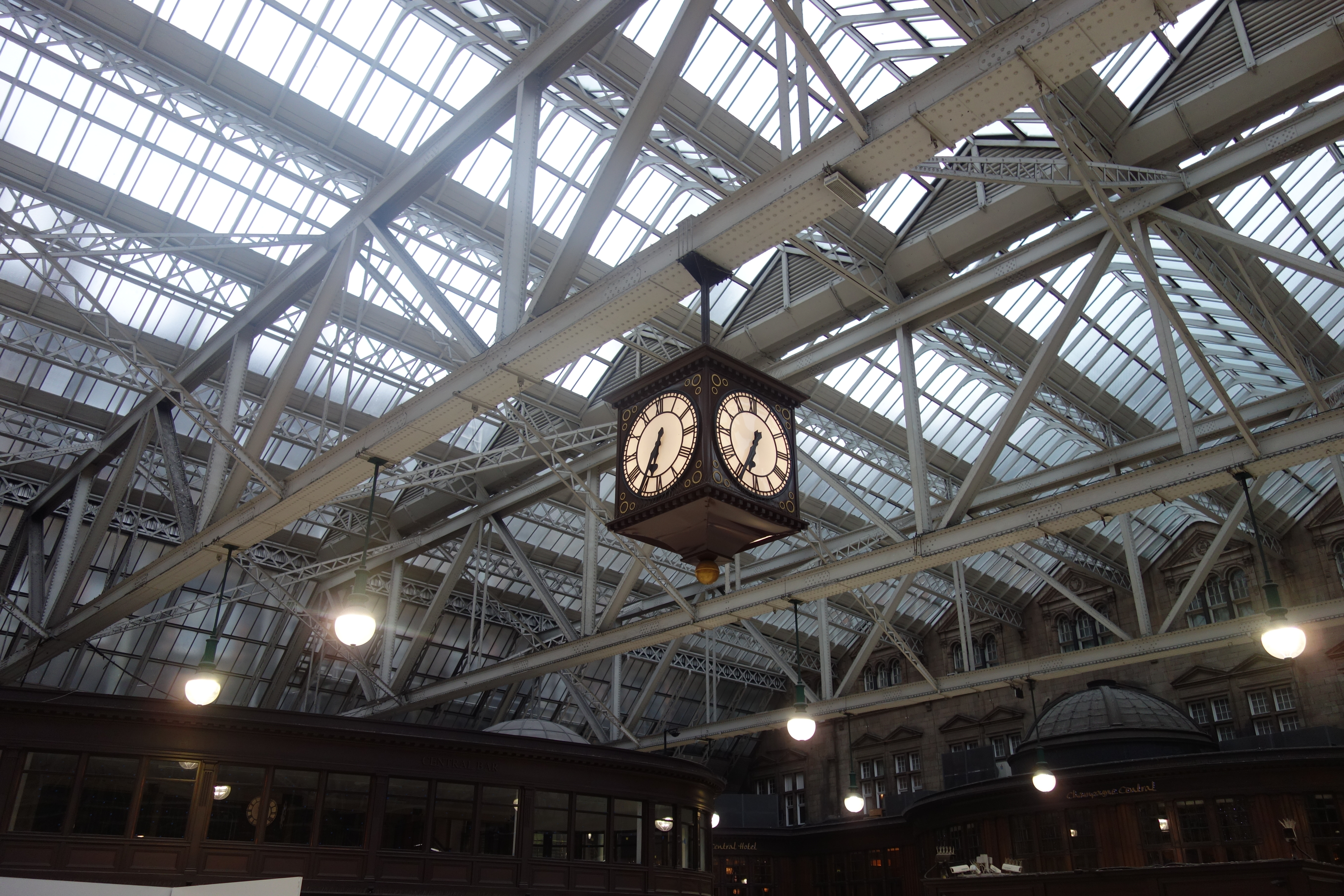
コンコースの時計

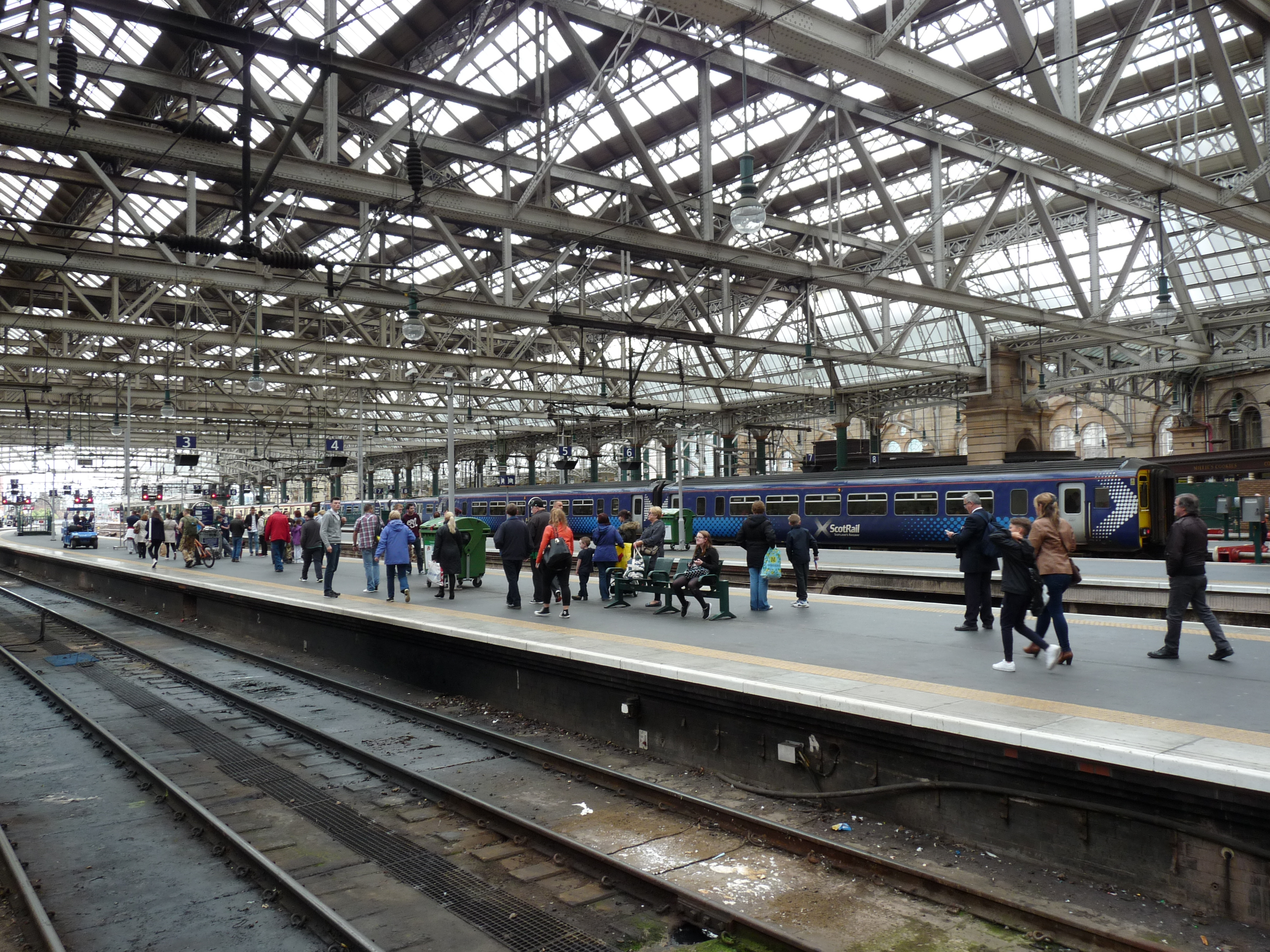
トレインシェッドとコンコースの屋根は同じ構造

グラスゴー・セントラル駅（グラスゴー・セントラルえき、英語:Glasgow Central station）は、スコットランド最大の都市グラスゴー市内にあるターミナル駅である。利用者は年間3300万人にも及び、スコットランド国内最大の駅である。ネットワーク・レールが管理する20の駅の1つである。
開業は1879年。当初は小規模な駅であったが、1901年から1905年にかけて拡張工事が行われ、現在のような大規模な高架駅に生まれ変わった。この時に、ステーションホテルが入居する駅舎も建てられた。駅はイギリス指定建造物A類に指定される文化財である。
イングランド各地へ向かう長距離列車などが多く発着する高架の頭端式プラットホームが15線ある他、地下にもアーガイル線向けに1面2線の島式ホームがあり、総線路数は17線におよぶ。スコットランド国内各都市への列車が発着するクイーンストリート駅とは連絡バスで結ばれている他、徒歩でも10～15分ほどで連絡できる。
地下鉄の駅とは接続していないが、セント・イノック駅が徒歩圏内にある。グラスゴー国際空港とを結ぶ直通列車が計画されていたが、計画は中止されている。（グラスゴー・プレストウィック国際空港への列車は、現在すでに運行されている。）

## 乗り入れ鉄道会社と路線
アベリオ・スコットレール
グラスゴー近郊とスコットランド南西部方面、Shotts/Carstairs経由エディンバラ
カレドニアン・スリーパー　（ロンドン・ユーストン駅、ワトフォード・ジャンクション方面）
アヴァンティ・ウェスト・コースト
グラスゴー － 湖水地方 － バーミンガム／ロンドン・ユーストン駅（所要約4時間半）
ロンドン・ノース・イースタン・レールウェイ　
グラスゴー － エディンバラ － ヨーク － ロンドン・キングス・クロス駅 （イースト・コースト本線経由；所要約5時間半）
クロスカントリー　
グラスゴー － エディンバラ － ヨーク － バーミンガム － イングランド南部（エディンバラからイースト・コースト本線経由；一日数本）
トランスペナイン・エクスプレス　
グラスゴー － 湖水地方 － マンチェスター － マンチェスター空港（一日数本）

## 隣の駅
ナショナル・レール
■クロスカントリー
クロスカントリールート
マザーウェル駅 - グラスゴー・セントラル駅
■アヴァンティ・ウェスト・コースト
ウェスト・コースト本線
マザーウェル駅 - グラスゴー・セントラル駅
■ロンドン・ノース・イースタン・レールウェイ
イースト・コースト本線
マザーウェル駅 - グラスゴー・セントラル駅
■トランスペナイン・エクスプレス
トランスペナイン・ノース・ウェスト
マザーウェル - グラスゴー・セントラル駅
■アベリオ・スコットレール
アーガイル線
アーガイル・ストリート駅 - グラスゴー・セントラル駅 - アンダー・ストーン駅
エアシャー・コースト線
ペイズリー・ギルモア・ストリート駅 - グラスゴー・セントラル駅
インヴァークライド線
カードーナルド駅 - グラスゴー・セントラル駅
カスカート・サークル線
ポロックシールズ・イースト駅またはポロックシールズ・ウェスト駅 - グラスゴー・セントラル駅
ペイズリー・カナル線
ダンブレイク駅 - グラスゴー・セントラル駅
ショッツ線
カムバスラング駅 - グラスゴー・セントラル駅
ノース・ベリック線
マザーウェル駅 - グラスゴー・セントラル駅
グラスゴー・サウス・ウェスタン線
クロスマイルーフ駅 - グラスゴー・セントラル駅
ウィフレット線
カーマイル駅 - グラスゴー・セントラル駅
■カレドニアン・スリーパー
ローランド・カレドニアン・スリーパー
マザーウェル駅 - グラスゴー・セントラル駅